# Radical 78
Le radical 78, qui signifie la mort ou la décomposition, est un des 35 des 214 radicaux chinois répertoriés dans le dictionnaire de Kangxi composés de quatre traits.
Le caractère Unicode de 歹 est 6B79.

## Caractères avec le radical 78
| nombre de traits          | caractères              |
| ------------------------- | ----------------------- |
| Sans trait supplémentaire | 歹 歺                   |
| 2 traits supplémentaires  | 死                      |
| 3 traits supplémentaires  | 歼                      |
| 4 traits supplémentaires  | 歽 歾 歿 殀 殁          |
| 5 traits supplémentaires  | 殂 殃 殄 殅 殆 殇       |
| 6 traits supplémentaires  | 殈 殉 殊 残             |
| 7 traits supplémentaires  | 殌 殍 殎 殏 殐 殑 殒 殓 |
| 8 traits supplémentaires  | 殔 殕 殖 殗 殘 殙 殚    |
| 9 traits supplémentaires  | 殛 殜                   |
| 10 traits supplémentaires | 殝 殞 殟 殠 殡          |
| 11 traits supplémentaires | 殢 殣 殤 殥 殦          |
| 12 traits supplémentaires | 殧 殨 殩 殪 殫          |
| 13 traits supplémentaires | 殬 殭 殮                |
| 14 traits supplémentaires | 殯                      |
| 15 traits supplémentaires | 殰 殱                   |
| 17 traits supplémentaires | 殲                      |